# Sense Sal
Sense Sal és un grup de música pop-folk. Ha actuat en diverses sales de concerts, entre elles la Jazz Cava de Terrassa o en festivals com l'Embassa't 2011 de Sabadell o l'Acústica de Figueres. És un grup de músics joves que sorprèn per la maduresa de les seves melodies. Durant la campanya de les eleccions generals del 2015, Esquerra Republicana va triar la cançó «Tinc un nou pla» de l'àlbum Algun lloc al món com a música de campanya.

## Premis
- 2010: Guanyador Premi Enderrock dins el Concurs Embrió
- 2011: Semifinalista al concurs de maquetes Sona9[6]
- 2012: Concurs de música Jova de Palafolls i Malgrat[7]
- 2013: Guanyador del Concurs La Campana de Gràcia[8] organitzat per Batakada RadioActiva i Castellers de la Vila de Gràcia

## Discografia
- Tramaran anar a Mart (autoedició, 2010)
- Tardes de sol i préssecs (autoedició/Temps Record, 2011)
- Encara no ets aquí (2012)
- El mur encara és alt (Temps Record, 2013)[9]
- Algun lloc al món (Temps Record, 2015)
- Crida amb mi (EP, 2016)
- Només tenim la veu (2017)
- La Sortida (single, 2019)
- La Sortida, ft. Miki Nuñez (single, 2019)
- Estima Lliure (single, 2019)
- Com Abans (single, 2021)
- Mira On Som (single, 2022)